# Cantón de Les Essarts
El cantón de Les Essarts era una división administrativa francesa, que estaba situada en el departamento de Vandea y la región de Países del Loira.

## Composición
El cantón estaba formado por nueve comunas:
- Boulogne
- Dompierre-sur-Yon
- La Ferrière
- La Merlatière
- Les Essarts
- L'Oie
- Sainte-Cécile
- Sainte-Florence
- Saint-Martin-des-Noyers

## Supresión del cantón de Les Essarts
En aplicación del Decreto nº 2014-169 de 17 de febrero de 2014, el cantón de Les Essarts fue suprimido el 22 de marzo de 2015 y sus 9 comunas pasaron a formar parte; ocho del nuevo cantón de Chantonnay y una del nuevo cantón de La Roche-sur-Yon-1.